# Michael Brostrup
Michael Brostrup (* 15. Januar 1965) ist ein dänischer Schauspieler.

## Leben
Michael Brostrup absolvierte seine Schauspielausbildung von 1988 bis 1993 an der Schauspielschule des Odense Teater, wo er auch sein Bühnendebüt als Darsteller hatte und dort anschließend bis zum Jahr 1997 als festes Ensemblemitglied engagiert war. Als Bühnendarsteller wirkte er in zahlreichen Theaterstücken wie beispielsweise in König Lear, Hamlet, Ein Sommernachtstraum, Der Wald, Peer Gynt oder in Romeo und Julia mit, so unter anderem auch am Königlichen Theater Kopenhagen, am Folketeatret, am Aarhus Teater, am Theater Helsingør oder am Aalborg-Theater.
Seit dem Jahr 1994 hat Brostrup als Schauspieler vor der Kamera in bislang mehr als 40 Film-und-Fernsehproduktionen mitgewirkt. Während er zu Beginn seiner Karriere noch oftmals in einer Nebenrolle besetzt wurde, konnte er sich ab Mitte der 2010er-Jahre als Charakterdarsteller in Hauptrollen beweisen. Nebenbei ist Brostrup auch als Synchronsprecher für Animationsfilme und Zeichentrickfilme aktiv.
Michael Brostrup ist seit 1999 verheiratet. Das Ehepaar hat einen Sohn und lebt in Kopenhagen.

## Filmografie (Auswahl)
- 1994: Min fynske barndom
- 1998: Laszlos Thema
- 2012: En rigtig mand
- 2013: Erbarmen
- 2013: Spies & Glistrup
- 2014: Schändung
- 2014: Die Erbschaft (Fernsehserie)
- 2015: 9. April – Angriff auf Dänemark
- 2016: Erlösung
- 2016: Follow the Money (Fernsehserie)
- 2018: Verachtung
- 2018: Small Town Criminals – Vollzeiteltern, Teilzeitgauner (Fernsehserie)
- 2020: Wenn die Stille einkehrt (Fernsehserie)
- 2020: Cry Wolf (Fernsehserie)
- 2020: Shorta – Das Gesetz der Straße
- 2021: Dinner for Two
- 2023: The Promised Land